# Ponte Nuovo (Ravenna)
Ponte Nuovo è un quartiere di Ravenna. 
Deve il suo nome al ponte costruito nel XVIII secolo dopo la diversione dei Fiumi Uniti, che in precedenza circondavano le mura della città e in non poche occasioni avevano causato disastri con le loro esondazioni. Il ponte Nuovo fu costruito tra il 1735 e il 1736.
Tra Ponte Nuovo e Madonna dell'Albero si trova il sacrario dei 56 Martiri, monumento innalzato alle vittime di una strage nazista.
Negli ultimi decenni del XX secolo il quartiere di Ponte Nuovo ha subito una forte espansione grazie al rafforzamento delle linee di comunicazione, all'avvenuta edificabilità dei terreni agrari circostanti e anche alla posizione di cerniera con la vicina Classe, frazione in cui vi è l'antica basilica di Sant'Apollinare, importante meta religiosa e turistica.
Lo storico Circuito del Savio (1923-27) attraversava la frazione, in quanto l'intersezione fra il rettilineo del "Dismano" verso il campo di aviazione (ora Aeroporto di Ravenna) con l'attuale Via Romea che porta a Classe, avveniva con uno stretto tornante proprio di fronte al ponte sui Fiumi Uniti. Oggi di fronte al ponte è situata una rotonda con al centro il monumento ad Alva Myrdal, la cosiddetta "Rotonda delle tartarughe"; il destino volle che proprio questo animale fu dedicato da Gabriele D'Annunzio a Tazio Nuvolari, che si cimentò proprio sulle strade del Circuito.